# Prensa de integración
La prensa de integración es aquella dedicada al inmigrante. Intenta suplir las carencias informativas de este colectivo tan heterogéneo en los periódicos, generalistas o gratuitos, aportando contenidos más específicos. La información de los inmigrantes no está limitada a una sección (sociedad), sino que está repartida en todas las secciones habituales de los periódicos. 
Esta prensa une a las noticias informaciones útiles que construyen un imaginario sobre al extranjero distinto al resto de medios de comunicación. En sus textos intentan eliminar términos relacionados con la discriminación social. Los periódicos de integración se pueden encuadrar dentro de la prensa de proximidad, tanto por los asuntos que abordan y que preocupan a sus lectores como desde la distancia física, al ser periódicos de distribución local. Las cabeceras de este tipo de prensa cuentan en su mayoría con formatos en línea. Este canal les permite llegar a todos sus lectores potenciales rápidamente y elimina los posibles problemas derivados de su distribución. La 
denominación prensa de integración se recoge en el titular de Sí se puede. 
El periódico de la integración, pero recibe también otros nombres, como prensa inmigrante o prensa étnica, dependiendo del país en el que se publiquen.
- Datos: Q6085250